# Film in 2005
Dit artikel gaat over de film in het jaar 2005. Bekende films uit 2005 zijn Harry Potter and the Goblet of Fire, Star Wars: Episode III: Revenge of the Sith, de animatiefilm Madagascar en de remake van King Kong.

## Gebeurtenissen
- 6 januari – De genomineerden voor de Directors Guild of America Awards worden bekendgemaakt. Genomineerd zijn Martin Scorsese, Marc Forster, Taylor Hackford, Clint Eastwood en Alexander Payne.
- 8 januari – De National Society of Film Critics-awards worden uitgereikt.
- 9 januari – De People's Choice Awards worden uitgereikt. De films Fahrenheit 9/11, The Passion of the Christ en Shrek 2 vallen in de prijzen. Daarnaast krijgen Eddie Murphy en Jennifer Saunders ook een prijs.
- 16 januari – De Golden Globes worden uitgereikt.
- 22 januari – Volgens de Producers Guild of America is The Aviator de beste film van 2004.
- 24 januari – The Golden Raspberry Awards-nominaties (ook bekend onder de naam Golden Raspberry Award) worden bekendgemaakt. Onder andere Catwoman, Alexander, Fahrenheit 9/11, White Chicks en Superbabies: Baby Geniuses 2 zijn genomineerd.
- 25 januari – De Oscar-nominaties worden bekendgemaakt. The Aviator wordt elf keer genomineerd, gevolgd door Million Dollar Baby en Finding Neverland met zeven nominaties, Ray met zes en Sideways met vijf.
- 2 februari – Pierce Brosnan maakt officieel bekend dat hij niet meer de rol van James Bond op zich zal nemen.
- 12 februari – De BAFTA Awards worden uitgereikt.
- 26 februari – De Golden Raspberry Awards worden uitgereikt. Catwoman en Fahrenheit 9/11 winnen ieder vier prijzen.
- 27 februari – De Oscars worden uitgereikt. Million Dollar Baby wint de prijzen voor Beste Film en Beste Regisseur.
- 20 mei – Star Wars: Episode III: Revenge of the Sith breekt een record. Op de eerste draaidag brengt de film 50 miljoen dollar op, en breekt daarmee het record van Spider-Man 2.
- 22 mei – Tijdens het Cannes Film Festival wordt de Gouden Palm uitgereikt aan de makers van de film L'Enfant van regisseurs Jean-Pierre en Luc Dardenne. Daarnaast winnen de film Broken Flowers en de regisseur Michael Haneke.
- 21 juni – Het American Film Institute maakt de honderd beste filmquotes bekend. "Frankly, my dear, I don't give a damn" van Gone with the Wind staat op nummer één op de lijst.
- 11 augustus – Roger Ebert maakt een lijst bekend met de films die hij het meest haat. Die lijst is gebaseerd op zijn filmrecensies die hij schreef sinds de jaren 60. In de lijst staan onder andere films uit 2005 waaronder Constantine, Deuce Bigalow: European Gigolo en A Lot Like Love.
- 14 oktober – Het wordt bekend dat Daniel Craig James Bond gaat spelen in de film Casino Royale.
- 10 december – De Los Angeles Film Critics Association reikt de prijzen uit aan de makers van de beste films van 2005. Brokeback Mountain en zijn regisseur Ang Lee vallen in de prijzen. De prijs voor beste acteur won Philip Seymour Hoffman. Vera Farmiga won de prijs voor beste actrice.
- 11 december – De Boston Society of Film Critics reikt de prijzen uit aan de makers van de beste films van 2005. Brokeback Mountain en zijn regisseur Ang Lee vallen in de prijzen. De prijs voor beste acteur won Philip Seymour Hoffman. De prijs voor beste actrice ging naar Reese Witherspoon.
- Het American Film Institute maakt bekend wat volgens hen de tien beste films van 2005 zijn. Het zijn Brokeback Mountain, Capote, Crash, The 40 Year Old Virgin, Good Night, and Good Luck, A History of Violence, King Kong, Munich, The Squid and the Whale en Syriana.
- 12 december – De New York Film Critics Circle reikt de prijzen uit aan de makers van de beste films van 2005. Brokeback Mountain en zijn regisseur Ang Lee vallen in de prijzen. De prijs voor beste acteur won Heath Ledger. De prijs voor beste actrice ging naar Reese Witherspoon.
- 13 december – De Golden Globe Awards-genomineerden worden bekendgemaakt. Genomineerd zijn onder andere Brokeback Mountain, The Constant Gardener, Good Night, and Good Luck, A History of Violence en Match Point.

## Succesvolste films
De tien films uit 2005 die het meest opbrachten.
| Plaats | Titel                                                          | Distributeur         | Opbrengst    | Opbrengst    | Opbrengst           | Opbrengst   |
| Plaats | Titel                                                          | Distributeur         | Wereldwijd   | VS/Canada    | Verenigd Koninkrijk | Australië   |
| ------ | -------------------------------------------------------------- | -------------------- | ------------ | ------------ | ------------------- | ----------- |
| 1.     | Harry Potter and the Goblet of Fire                            | Warner Bros.         | $896.346.229 | $290.013.036 | £48.769.888         | $35.369.390 |
| 2.     | Star Wars: Episode III: Revenge of the Sith                    | 20th Century Fox     | $848.754.768 | $380.270.577 | £39.188.065         | $35.453.636 |
| 3.     | The Chronicles of Narnia: The Lion, the Witch and the Wardrobe | Walt Disney Pictures | $745.013.115 | $291.709.845 | £43.239.634         | $34.801.112 |
| 4.     | War of the Worlds                                              | Paramount Pictures   | $591.745.540 | $234.280.354 | £30.367.791         | $21.559.982 |
| 5.     | King Kong                                                      | Universal Pictures   | $550.517.357 | $218.080.025 | £29.669.572         | $21.402.761 |
| 6.     | Madagascar                                                     | DreamWorks           | $532.680.671 | $193.595.521 | £22.326.031         | $25.426.110 |
| 7.     | Mr. & Mrs. Smith                                               | 20th Century Fox     | $478.207.520 | $186.336.279 | £13.473.963         | $20.403.665 |
| 8.     | Charlie and the Chocolate Factory                              | Warner Bros.         | $474.968.763 | $206.459.076 | £37.354.584         | $24.497.897 |
| 9.     | Batman Begins                                                  | Warner Bros.         | $372.710.015 | $205.343.774 | £16.179.376         | $15.770.796 |
| 10.    | Hitch                                                          | Columbia Pictures    | $368.100.420 | $179.495.555 | £16.170.807         | $14.197.428 |

## Prijzen
78ste Academy Awards:
Beste Film: Crash
Beste Regisseur: Ang Lee – Brokeback Mountain
Beste Acteur: Philip Seymour Hoffman – Capote
Beste Actrice: Reese Witherspoon – Walk the Line
Beste Mannelijke Bijrol: George Clooney – Syriana
Beste Vrouwelijke Bijrol: Rachel Weisz – The Constant Gardener
Beste Niet-Engelstalige Film: Tsotsi, geregisseerd door Gavin Hood, Groot-Brittannië / Zuid-Afrika
Beste Animatiefilm: Wallace & Gromit: The Curse of the Were-Rabbit, Groot-Brittannië
63ste Golden Globe Awards:
Drama:
Beste Film: Brokeback Mountain
Beste Acteur: Philip Seymour Hoffman – Capote
Beste Actrice: Felicity Huffman – Transamerica
Musical of Komedie:
Beste Film: Walk the Line
Beste Acteur: Joaquin Phoenix – Walk the Line
Beste Actrice: Reese Witherspoon – Walk the Line
Overige
Beste Regisseur: Ang Lee – Brokeback Mountain
Beste Buitenlandse Film: Paradise Now, Palestina / Frankrijk / Duitsland / Nederland / Israël
BAFTA Awards:
Beste Film: Brokeback Mountain
Beste Acteur: Philip Seymour Hoffman – Capote
Beste Actrice: Reese Witherspoon – Walk the Line
Palme d'Or (Filmfestival van Cannes):
L'Enfant (The Child), geregisseerd door Luc en Jean-Pierre Dardenne, België
Gouden Leeuw (Filmfestival van Venetië):
Brokeback Mountain, geregisseerd door Ang Lee, Verenigde Staten
Gouden Beer (Filmfestival van Berlijn):
U-Carmen eKhayelitsha, geregisseerd door Mark Dornford-May, Zuid-Afrika

## Lijst van films
- The 40 Year Old Virgin
- 49 Up
- Adams æbler
- The Adventures of Sharkboy and Lavagirl
- Æon Flux
- Aliens of the Deep
- Alone in the Dark
- The Amityville Horror
- Angel-A
- Angry Monk
- Are We There Yet?
- The Aristocrats
- Assault on Precinct 13
- Aurore
- Bad News Bears
- The Ballad of Jack and Rose
- Batman Begins
- The Baxter
- Be Cool
- Beauty Shop
- Because of Winn-Dixie
- Bee Season
- La bestia nel cuore
- Bewitched
- Bigger Than the Sky
- Boogeyman
- Breakfast on Pluto
- Brokeback Mountain
- Broken Flowers
- The Brothers Grimm
- Caché
- Capote
- Casanova
- The Cave
- Cello
- Charlie and the Chocolate Factory
- Cheaper by the Dozen 2
- Chicken Little
- The Chumscrubber
- Cinderella Man
- Coach Carter
- The Constant Gardener
- Constantine
- Corpse Bride
- Cry Wolf
- Cursed
- Cyber Seduction: His Secret Life
- D.E.B.S.
- Daltry Calhoun
- Dark Water
- Derailed
- Deuce Bigalow: European Gigolo
- The Devil's Rejects
- Diary of a Mad Black Woman
- Dirty Love
- Dominion: Prequel to the Exorcist
- Domino
- Doom
- Down to the Bone
- Dragon Eye Congee
- Dreamer
- Dreaming Lhasa
- The Dukes of Hazzard
- Duma
- Elektra
- Elizabethtown
- L'Enfant
- The Exorcism of Emily Rose
- The Family Stone
- Fantastic Four
- Fever Pitch
- First Descent
- Flightplan
- The Fog
- Forty Shades of Blue
- Four Brothers
- Four Eyed Monsters
- Fun with Dick and Jane
- The Game of Their Lives
- Get Rich or Die Tryin'
- Good Night, and Good Luck
- The Gospel
- The Great Raid
- God Wears My Underwear
- The Greatest Game Ever Played
- Guess Who
- Happy Endings
- Harry Potter en de Vuurbeker  (Engels: Harry Potter and the Goblet of Fire)
- Hating Alison Ashley
- The Headsman
- Herbie: Fully Loaded
- Hide and Seek
- A History of Violence
- Hitch
- The Hitchhiker's Guide to the Galaxy
- The Honeymooners
- Hoodwinked
- Hooligans (ook Green Street Hooligans genoemd)
- Hostage
- House of Wax
- Hustle & Flow
- The Ice Harvest
- Ice Princess
- In Her Shoes
- In the Mix
- Inside Deep Throat
- The Interpreter
- Into the Blue
- The Island
- The Jacket
- Jarhead
- Joyeux Noël
- Just Friends
- Just Like Heaven
- Kicking & Screaming
- Kids in America
- King Kong
- King's Ransom
- Kingdom of Heaven
- Kiss Kiss Bang Bang
- Koi Tujh Sa Kahan
- De Kronieken van Narnia: De leeuw, de heks en de kleerkast (Engels: The Chronicles of Narnia: The Lion, the Witch and the Wardrobe)
- Land of the Dead
- The League of Gentlemen's Apocalypse
- Leaving Fear Behind
- The Legend of Zorro
- The Libertine
- Little Fish
- A Little Trip to Heaven
- The Longest Yard
- Lord of War
- Lord of The Rings
- Lords of Dogtown
- A Lot Like Love
- Madagascar
- The Man
- Man of the House
- La Marche de l'empereur (Engels: March of the Penguins)
- The Matador
- Match Point
- Me and You and Everyone We Know
- Memoirs of a Geisha
- MirrorMask
- Miss Congeniality 2: Armed & Fabulous
- Monster-in-Law
- Mr. & Mrs. Smith
- Mrs. Henderson Presents
- Munich
- Must Love Dogs
- My Little Pony: A Very Minty Christmas
- Nanny McPhee
- The New World
- No Direction Home: Bob Dylan
- North Country
- Oliver Twist
- The Pacifier
- Paradise Now
- The Perfect Man
- Les poupées russes
- Pooh's Heffalump Movie
- Pride and Prejudice
- Prime
- The Producers
- Proof
- Racing Stripes
- Rebound
- Red Eye
- Reeker
- Rent
- The Ring Two
- The Ringer
- Robots
- Roll Bounce
- Rumor Has It
- Sahara
- Salaam Namaste
- Santa's Slay
- Saw II
- Scooby-Doo! in Where's My Mummy?
- Serenity
- Shopgirl
- The Silent Holy Stones
- Sin City
- The Sisterhood of the Traveling Pants
- The Skeleton Key
- Sky High
- Slaughter Disc
- Smile
- Snuff-Movie
- Son of the Mask
- Sophie Scholl - die letzten Tage
- A Sound of Thunder
- The Squid and the Whale
- Star Wars: Episode III: Revenge of the Sith
- Stay
- Stealth
- Stuart Little 3: Call of the Wild
- Supercross
- Syriana
- De Terrorist Hans-Joachim Klein
- Thumbsucker
- Transamerica
- Transporter 2
- Travellers and Magicians
- Tsotsi
- Two for the Money
- Underclassman
- Undiscovered
- An Unfinished Life
- The Upside of Anger
- Valiant
- V for Vendetta
- U-Carmen eKhayelitsha
- Waiting...
- Walk the Line
- Wallace & Gromit: The Curse of the Were-Rabbit
- War of the Worlds
- The Weather Man
- Wedding Crashers
- The Wedding Date
- Where the Truth Lies
- White Noise
- Wolf Creek
- The World's Fastest Indian
- XXX: State of the Union
- Yours, Mine and Ours
- Zathura: A Space Adventure

### Lijst van Nederlandse films
- Allerzielen
- Casting X
- The Child
- Diep
- Flirt
- De Griezelbus
- Gebroken Rood
- Gezocht:Man
- Guernsey
- Johan
- Joyride
- Kameleon 2
- Knetter
- Leef!
- Lepel
- Het mysterie van de sardine
- Masterclass
- Medea (mini-serie)
- Off Screen
- Offers
- Het paard van Sinterklaas
- Paid
- Het schnitzelparadijs
- Staatsgevaarlijk
- Vet Hard
- Woensdag
- Zoop in Afrika
- Zwarte zwanen

## Overleden
| Datum     | Datum | Naam                 | Leeftijd | Beroep                                |
| --------- | ----- | -------------------- | -------- | ------------------------------------- |
| Januari   | 9     | Gonazalo Gavira      | 79       | Oscar-winnende geluidstechnicus       |
| Januari   | 10    | Erwin Hillier        | 93       | cameraman                             |
| Januari   | 11    | Thelma White         | 94       | actrice                               |
| Januari   | 12    | Amrish Puri          | 72       | acteur                                |
| Januari   | 12    | Sal Pacino           | 82       | acteur                                |
| Januari   | 14    | Ofelia Guilmain      | 83       | actrice                               |
| Januari   | 15    | Ruth Warrick         | 88       | actrice                               |
| Januari   | 15    | Dan Lee              | 35       | Animatiefilms                         |
| Januari   | 17    | Virginia Mayo        | 84       | actrice                               |
| Januari   | 18    | Lamont Bentley       | 31       | acteur                                |
| Januari   | 21    | Parveen Babi         | 49       | actrice                               |
| Januari   | 22    | Patsy Rowlands       | 71       | actrice                               |
| Januari   | 23    | Mutsuko Sakura       | 83       | actrice                               |
| Januari   | 26    | Rudi Falkenhagen     | 71       | acteur                                |
| Januari   | 29    | Karen Lancaume       | 32       | actrice                               |
| Januari   | 29    | Ephraim Kishon       | 80       | screenwriter, filmregisseur           |
| Februari  | 1     | John Vernon          | 72       | acteur                                |
| Februari  | 4     | Ossie Davis          | 87       | acteur                                |
| Februari  | 10    | Arthur Miller        | 89       | screenwriter                          |
| Februari  | 10    | Humbert Balsan       | 50       | producer                              |
| Februari  | 11    | Stan Richards        | 74       | acteur                                |
| Februari  | 11    | Raymond Hermantier   | 81       | acteur                                |
| Februari  | 12    | Brian Kelly          | 73       | acteur, producer                      |
| Februari  | 14    | Otto Plaschkes       | 75       | producer                              |
| Februari  | 14    | Martin Perels        | 44       | acteur                                |
| Februari  | 16    | Gerry Wolff          | 84       | acteur                                |
| Februari  | 16    | William Gibson       | 82       | producer                              |
| Februari  | 16    | Nicole DeHuff        | 31       | actrice                               |
| Februari  | 17    | Dan O'Herlihy        | 85       | acteur                                |
| Februari  | 17    | Peter Foy            | 79       | Special effects-producer              |
| Februari  | 19    | Kihachi Okamoto      | 82       | regisseur                             |
| Februari  | 20    | Sandra Dee           | 62       | actrice                               |
| Februari  | 22    | Simone Simon         | 94       | actrice                               |
| Februari  | 22    | Lee Eun Ju           | 24       | actrice                               |
| Maart     | 4     | Guylaine St. Onge    | 39       | actrice                               |
| Maart     | 5     | Morris Engel         | 86       | regisseur                             |
| Maart     | 6     | Teresa Wright        | 86       | actrice                               |
| Maart     | 7     | Debra Hill           | 54       | Screenwriter, producer                |
| Maart     | 7     | John Box             | 85       | Production designer, Oscar-winnaar 4X |
| Maart     | 22    | Gemini Ganesan       | 84       | acteur                                |
| Maart     | 23    | David Kossoff        | 85       | acteur                                |
| April     | 16    | Kay Walsh            | 90       | actrice                               |
| April     | 19    | George Pan Cosmatos  | 64       | filmregisseur                         |
| April     | 19    | Ruth Hussey          | 93       | actrice                               |
| April     | 23    | John Mills           | 97       | acteur                                |
| April     | 26    | Maria Schell         | 79       | actrice                               |
| Mei       | 5     | Elisabeth Fraser     | 85       | actrice                               |
| Mei       | 5     | June MacCloy         | 95       | actrice                               |
| Mei       | 16    | June Lang            | 90       | actrice                               |
| Mei       | 17    | Frank Gorshin        | 72       | acteur                                |
| Mei       | 21    | Subodh Mukherjee     | 84       | Filmmaker                             |
| Mei       | 25    | Ismail Merchant      | 68       | producer                              |
| Mei       | 25    | Sunil Dutt           | 75       | acteur                                |
| Mei       | 26    | Eddie Albert         | 97       | acteur                                |
| Juni      | 6     | Anne Bancroft        | 73       | actrice                               |
| Juni      | 8     | Ed Bishop            | 72       | acteur                                |
| Juni      | 25    | John Fiedler         | 80       | acteur                                |
| Juli      | 2     | Ernest Lehman        | 89       | screenwriter                          |
| Juli      | 4     | June Haver           | 79       | actrice                               |
| Juli      | 11    | Frances Langford     | 92       | actrice                               |
| Juli      | 17    | Geraldine Fitzgerald | 91       | actrice                               |
| Juli      | 17    | Gavin Lambert        | 80       | screenwriter                          |
| Juli      | 19    | Edward Bunker        | 71       | acteur                                |
| Juli      | 20    | James Doohan         | 85       | acteur                                |
| Augustus  | 8     | Barbara Bel Geddes   | 82       | actrice                               |
| Augustus  | 9     | Dorris Bowdon        | 90       | actrice                               |
| Augustus  | 9     | Matthew McGrory      | 32       | acteur                                |
| Augustus  | 11    | James Booth          | 77       | acteur                                |
| Augustus  | 16    | Joe Ranft            | 45       | acteur                                |
| Augustus  | 23    | Brock Peters         | 78       | acteur                                |
| Augustus  | 25    | Terence Morgan       | 83       | acteur                                |
| Augustus  | 28    | Jacques Dufilho      | 91       | acteur                                |
| Augustus  | 31    | Michael Sheard       | 65       | acteur                                |
| September | 2     | Bob Denver           | 70       | acteur                                |
| September | 3     | Ekkehard Schall      | 75       | acteur                                |
| September | 14    | Robert Wise          | 91       | regisseur                             |
| September | 16    | Constance Moore      | 85       | actrice                               |
| September | 18    | Joel Hirschhorn      | 67       | Songwriter                            |
| September | 18    | Richard Cunha        | 84       | regisseur                             |
| September | 23    | John Knatchbull      | 80       | producer                              |
| September | 25    | Don Adams            | 82       | acteur                                |
| September | 27    | Jerry Juhl           | 67       | Screenwriter                          |
| Oktober   | 11    | Jan Holden           | 74       | actrice                               |
| Oktober   | 15    | Mildred Shay         | 94       | actrice                               |
| Oktober   | 23    | William Hootkins     | 57       | acteur                                |
| Oktober   | 29    | Lloyd Bochner        | 81       | acteur                                |
| November  | 3     | Geoffrey Keen        | 89       | acteur                                |
| November  | 4     | Sheree North         | 72       | actrice                               |
| November  | 11    | Moustapha Akkad      | 75       | producer                              |
| November  | 23    | Constance Cummings   | 95       | actrice                               |
| November  | 24    | Pat Morita           | 73       | acteur                                |
| November  | 28    | Marc Lawrence        | 95       | acteur                                |
| November  | 29    | Wendie Jo Sperber    | 47       | actrice                               |
| November  | 30    | Jean Parker          | 90       | actrice                               |
| December  | 1     | Mary Hayley Bell     | 94       | actrice                               |
| December  | 4     | Gregg Hoffman        | 42       | producer                              |
| December  | 7     | Adrian Biddle        | 53       | cameraman                             |
| December  | 7     | Annette Vadim        | 72       | actrice                               |
| December  | 10    | Richard Pryor        | 65       | acteur                                |
| December  | 16    | John Spencer         | 58       | acteur                                |
| December  | 26    | Vincent Schiavelli   | 57       | acteur                                |

1870-1879 · 1880-1889 · 1890 · 1891 · 1892 · 1893 · 1894 · 1895 · 1896 · 1897 · 1898 · 1899 · 1900 · 1901 · 1902 · 1903 · 1904 · 1905 · 1906 · 1907 · 1908 · 1909 · 1910 · 1911 · 1912 · 1913 · 1914 · 1915 · 1916 · 1917 · 1918 · 1919 · 1920 · 1921 · 1922 · 1923 · 1924 · 1925 · 1926 · 1927 · 1928 · 1929 · 1930 · 1931 · 1932 · 1933 · 1934 · 1935 · 1936 · 1937 · 1938 · 1939 · 1940 · 1941 · 1942 · 1943 · 1944 · 1945 · 1946 · 1947 · 1948 · 1949 · 1950 · 1951 · 1952 · 1953 · 1954 · 1955 · 1956 · 1957 · 1958 · 1959 · 1960 · 1961 · 1962 · 1963 · 1964 · 1965 · 1966 · 1967 · 1968 · 1969 · 1970 · 1971 · 1972 · 1973 · 1974 · 1975 · 1976 · 1977 · 1978 · 1979 · 1980 · 1981 · 1982 · 1983 · 1984 · 1985 · 1986 · 1987 · 1988 · 1989 · 1990 · 1991 · 1992 · 1993 · 1994 · 1995 · 1996 · 1997 · 1998 · 1999 · 2000 · 2001 · 2002 · 2003 · 2004 · 2005 · 2006 · 2007 · 2008 · 2009 · 2010 · 2011 · 2012 · 2013 · 2014 · 2015 · 2016 · 2017 · 2018 · 2019 · 2020 · 2021 · 2022 · 2023 · 2024 · 2025